# دیوید دانکو
دیوید دانکو (انگلیسی: David Danko؛ زادهٔ ۱۶ نوامبر ۱۹۹۲) بازیکن فوتبال اهل آلمان است.